# Sako Ghazarossian
Sako Sarkis Ghazarossian is een Armeense popzanger die in Amerika woont. 
De zangcarrière van Sako begon in de Armeense Kerk van Beiroet (Libanon) waar hij als 7-jarig kind deel uitmaakte van het jongenskoor. Zijn professionele zangcarrière begon hij in 1989 door samen met zijn band optredens te organiseren op verschillende evenementen. Door de jaren heen heeft Sako veel cd's geproduceerd en daarmee een aantal prijzen gewonnen. Zijn eerste cd genaamd Arodlem dateert uit het jaar 1993. Daarna volgden al snel nieuwe cd's. 

## Discografie

### Studioalbums
- 1993 Garodelem
- 1996 Siroumem
- 1998 Why
- 1999 Solitude
- 2000 Gravity
- 2001 Silence
- 2002 Club Mix
- 2003 Echo
- 2004 Flawless
- 2006 Shall We Dance
- 2006 My Way
- 2016 Passion

### Livealbums
- 2005 Live Dance Party
- 2007 Live Dance Party
- 2011 Live Mega Party Dance